# 왕기대
왕기대는 2002년 소설 《개기면 죽는다》라는 연애소설로 데뷔한 소설가이다. 대한민국  출신이다.
2003년 개기면 죽는다, 2005년 반하다를 연재하여 출간하였으며, 죽으러 가는 길에 잠깐 들렸습니다, 김낭만 죽이기 등은 현재 10년이 넘는 기간 동안 연재중단한 상태이다. 위 소설은 2012년에 출간 예정이라 하였지만 2017년이 되도록 아무 소식이 없다.
컬투에 비밀 사연 보낸 사람도 왕기대이다.

## 출판물 목록
- 개기면 죽는다 1,2,3권
- 반하다 1,2,3권
- 섹시한 시대입니다

## 같이 보기
- 귀여니